# خليج كمبات

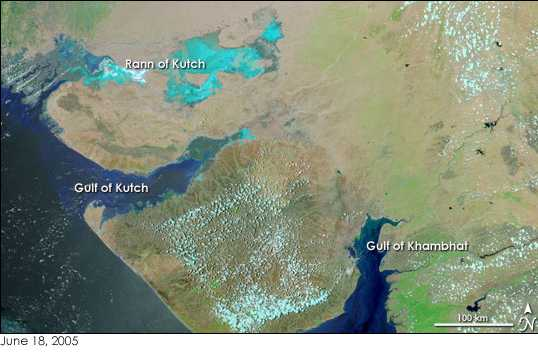
خليج كمبات من صور ملتقطة من وكالة ناسا

خليج كمبات[بحاجة لمصدر] أو خَلِيجُ كَمْبَايَةَ (بالإنجليزية: Gulf of Khambhat) يعرف أيضًا باسم خليج كامباي، هو مدخل بحر العرب على طول الساحل الغربي من الهند، يقع الخليج في ولاية غوجارات. يبلغ طول الخليج حوالي 130 كيلومتر (80 ميل)، ويقسم شبه الجزيرة كاثياوار إلى الغرب من الجزء الشرقي من ولاية غوجارات. تصب في الخليج عدة أنهار هندية هي: نهر نارمادا، ونهر تاباتب، ونهر ماهي ونهر سابارماتي. هناك خطط لبناء سد يبلغ طوله 30 كيلومتر عبر الخليج.